# Championnat d'Europe des moins de 18 ans masculin de handball
Le Championnat d'Europe des moins de 18 ans masculin de handball réunit tous les deux ans depuis 1992 les meilleures équipes de moins de 18 ans (jeunes) masculines d'Europe.
L'appellation de la compétition en anglais est M18 EHF EURO.
Cette compétition sert de tournoi qualificatif pour le championnat du monde jeunes.
La France a remporté cette compétition à deux reprises, en 2014 et en 2016.
L'Espagne est le tenant du titre. 

## Palmarès par édition
| Année     | Pays organisateur    | Or                                                               | Argent                                                           | Bronze                                                           |
| --------- | -------------------- | ---------------------------------------------------------------- | ---------------------------------------------------------------- | ---------------------------------------------------------------- |
| 1992      | Suisse               | Portugal                                                         | Russie                                                           | Espagne                                                          |
| 1994      | Israël               | Espagne                                                          | Portugal                                                         | Danemark                                                         |
| 1997      | Estonie              | Suède                                                            | Rép. tchèque                                                     | Hongrie                                                          |
| 1999      | Portugal             | Hongrie                                                          | Espagne                                                          | Danemark                                                         |
| 2001      | Luxembourg           | Russie                                                           | Danemark                                                         | Suède                                                            |
| 2003      | Slovaquie            | Islande                                                          | Allemagne                                                        | Danemark                                                         |
| 2004      | Serbie-et-Monténégro | Serbie-et-Monténégro                                             | Croatie                                                          | Danemark                                                         |
| 2006      | Estonie              | Croatie                                                          | Danemark                                                         | Suède                                                            |
| 2008 (da) | République tchèque   | Allemagne                                                        | Danemark                                                         | Suède                                                            |
| 2010 (da) | Monténégro           | Croatie                                                          | Espagne                                                          | Danemark                                                         |
| 2012 (de) | Autriche             | Allemagne                                                        | Suède                                                            | Danemark                                                         |
| 2014 (de) | Pologne              | France                                                           | Hongrie                                                          | Espagne                                                          |
| 2016 (de) | Croatie              | France                                                           | Croatie                                                          | Allemagne                                                        |
| 2018 (en) | Croatie              | Suède                                                            | Islande                                                          | Danemark                                                         |
| 2020      | Slovénie             | Compétition annulée à cause de la pandémie de Covid-19 en Europe | Compétition annulée à cause de la pandémie de Covid-19 en Europe | Compétition annulée à cause de la pandémie de Covid-19 en Europe |
| 2021 (en) | Croatie              | Allemagne                                                        | Croatie                                                          | Espagne                                                          |
| 2022 (en) | Monténégro           | Espagne                                                          | Suède                                                            | Allemagne                                                        |
| 2024 (en) | Monténégro           | Suède                                                            | Danemark                                                         | Hongrie                                                          |

## Bilans

### Tableau des médailles
| Rang  | Nation       | Médaille d'or, Europe | Médaille d'argent, Europe | Médaille de bronze, Europe | Total | Dernière |
| ----- | ------------ | --------------------- | ------------------------- | -------------------------- | ----- | -------- |
| 1     | Suède        | 3                     | 2                         | 3                          | 8     | 2024     |
| 2     | Allemagne    | 3                     | 1                         | 2                          | 6     | 2021     |
| 3     | Croatie      | 2                     | 3                         | 0                          | 5     | 2021     |
| 4     | Espagne      | 2                     | 2                         | 3                          | 7     | 2022     |
| 5     | France       | 2                     | 0                         | 0                          | 2     | 2016     |
| 6     | Hongrie      | 1                     | 1                         | 3                          | 4     | 2014     |
| 7     | Portugal     | 1                     | 1                         | 0                          | 2     | 1994     |
| 7     | Russie       | 1                     | 1                         | 0                          | 2     | 2001     |
| 7     | Islande      | 1                     | 1                         | 0                          | 2     | 2018     |
| 10    | Serbie* (/ ) | 1                     | 0                         | 0                          | 1     | 2004     |
| 11    | Danemark     | 0                     | 4                         | 7                          | 11    | 2018     |
| 12    | Rép. tchèque | 0                     | 1                         | 0                          | 1     | 1997     |
| Total | Total        | 17                    | 17                        | 17                         | 51    | 2024     |

- La Serbie a hérité du palmarès de la Serbie-et-Monténégro.

### Bilan par nation
| Nation             | 1992                                             | 1994                                             | 1997                                             | 1999                                             | 2001                                             | 2003                                             | 2004                                             | 2006                                             | 2008                       | 2010                       | 2012                       | 2014                       | 2016                       | 2018                       | 2021                       | 2022                       | 2024                       | Part. |
| ------------------ | ------------------------------------------------ | ------------------------------------------------ | ------------------------------------------------ | ------------------------------------------------ | ------------------------------------------------ | ------------------------------------------------ | ------------------------------------------------ | ------------------------------------------------ | -------------------------- | -------------------------- | -------------------------- | -------------------------- | -------------------------- | -------------------------- | -------------------------- | -------------------------- | -------------------------- | ----- |
| Allemagne          | 5                                                | -                                                | -                                                | 9                                                | -                                                | Médaille d'argent, Europe                        | 5                                                | 9                                                | Médaille d'or, Europe      | 4                          | Médaille d'or, Europe      | 7                          | Médaille de bronze, Europe | 6                          | Médaille d'or, Europe      | Médaille de bronze, Europe | 5                          | 14    |
| Autriche           | 7                                                | -                                                | -                                                | -                                                | 8                                                | -                                                | -                                                | 14                                               | -                          | -                          | 6                          | -                          | -                          | -                          | 16                         | -                          | 16                         | 6     |
| Biélorussie        | -                                                | -                                                | -                                                | -                                                | -                                                | -                                                | 8                                                | -                                                | -                          | -                          | 8                          | 11                         | -                          | -                          | -                          | -                          | -                          | 3     |
| Bosnie-Herzégovine | -                                                | -                                                | -                                                | -                                                | -                                                | -                                                | -                                                | -                                                | 11                         | -                          | -                          | -                          | -                          | -                          | -                          | -                          | -                          | 1     |
| Bulgarie           | -                                                | -                                                | -                                                | -                                                | -                                                | -                                                | 16                                               | -                                                | -                          | -                          | -                          | -                          | -                          | -                          | -                          | -                          | -                          | 1     |
| Croatie            | -                                                | -                                                | -                                                | 7                                                | 9                                                | 11                                               | Médaille d'argent, Europe                        | Médaille d'or, Europe                            | 5                          | Médaille d'or, Europe      | 7                          | 10                         | Médaille d'argent, Europe  | 4                          | Médaille d'argent, Europe  | 5                          | 13                         | 14    |
| Danemark           | -                                                | Médaille de bronze, Europe                       | 6                                                | Médaille de bronze, Europe                       | Médaille d'argent, Europe                        | Médaille de bronze, Europe                       | Médaille de bronze, Europe                       | Médaille d'argent, Europe                        | Médaille d'argent, Europe  | Médaille de bronze, Europe | Médaille de bronze, Europe | 4                          | 5                          | Médaille de bronze, Europe | 5                          | 6                          | Médaille d'argent, Europe  | 16    |
| Espagne            | Médaille de bronze, Europe                       | Médaille d'or, Europe                            | 8                                                | Médaille d'argent, Europe                        | -                                                | -                                                | -                                                | 5                                                | 6                          | Médaille d'argent, Europe  | 4                          | Médaille de bronze, Europe | 6                          | 5                          | Médaille de bronze, Europe | Médaille d'or, Europe      | 8                          | 13    |
| Estonie            | -                                                | -                                                | 11                                               | -                                                | -                                                | -                                                | 14                                               | 12                                               | -                          | -                          | -                          | -                          | -                          | -                          | -                          | -                          | -                          | 3     |
| Îles Féroé         | -                                                | -                                                | -                                                | -                                                | -                                                | -                                                | -                                                | -                                                | -                          | -                          | -                          | -                          | -                          | -                          | -                          | 9                          | 15                         | 2     |
| Finlande           | -                                                | -                                                | -                                                | -                                                | -                                                | -                                                | -                                                | -                                                | 16                         | -                          | 16                         | -                          | -                          | -                          | -                          | -                          | -                          | 2     |
| France             | -                                                | -                                                | -                                                | 11                                               | 5                                                | 10                                               | 9                                                | 6                                                | 7                          | -                          | 12                         | Médaille d'or, Europe      | Médaille d'or, Europe      | 7                          | 10                         | 14                         | 12                         | 13    |
| Grèce              | -                                                | ?                                                | 4                                                | -                                                | -                                                | -                                                | -                                                | -                                                | -                          | -                          | -                          | -                          | -                          | -                          | -                          | -                          | 20                         | 3     |
| Hongrie            | -                                                | ?                                                | Médaille de bronze, Europe                       | Médaille d'or, Europe                            | 11                                               | 8                                                | 10                                               | 10                                               | 12                         | -                          | -                          | Médaille d'argent, Europe  | -                          | 10                         | 9                          | 4                          | Médaille de bronze, Europe | 13    |
| Islande            | -                                                | -                                                | -                                                | -                                                | -                                                | Médaille d'or, Europe                            | 12                                               | -                                                | 4                          | 12                         | 15                         | 9                          | 7                          | Médaille d'argent, Europe  | 8                          | 10                         | 4                          | 11    |
| Israël             | 6                                                | ?                                                | 12                                               | -                                                | -                                                | -                                                | -                                                | -                                                | -                          | -                          | -                          | -                          | -                          | 14                         | 14                         | -                          | 17                         | 6     |
| Italie             | -                                                | -                                                | -                                                | -                                                | -                                                | -                                                | -                                                | -                                                | -                          | -                          | -                          | -                          | -                          | -                          | 12                         | 16                         | 21                         | 3     |
| Luxembourg         | -                                                | -                                                | -                                                | -                                                | 10                                               | -                                                | -                                                | -                                                | -                          | -                          | -                          | -                          | -                          | -                          | -                          | -                          | -                          | 1     |
| Macédoine du Nord  | -                                                | ?                                                | -                                                | -                                                | -                                                | -                                                | -                                                | -                                                | -                          | -                          | -                          | 15                         | -                          | -                          | -                          | -                          | 19                         | 3     |
| Monténégro         | Membre de la RF Yougoslavie/Serbie-et-Monténégro | Membre de la RF Yougoslavie/Serbie-et-Monténégro | Membre de la RF Yougoslavie/Serbie-et-Monténégro | Membre de la RF Yougoslavie/Serbie-et-Monténégro | Membre de la RF Yougoslavie/Serbie-et-Monténégro | Membre de la RF Yougoslavie/Serbie-et-Monténégro | Membre de la RF Yougoslavie/Serbie-et-Monténégro | Membre de la RF Yougoslavie/Serbie-et-Monténégro | -                          | 15                         | -                          | -                          | -                          | -                          | -                          | 12                         | 23                         | 3     |
| Norvège            | 4                                                | -                                                | -                                                | 11                                               | -                                                | -                                                | -                                                | -                                                | 8                          | 13                         | 9                          | -                          | 12                         | 11                         | 11                         | 7                          | 7                          | 10    |
| Pologne            | -                                                | -                                                | -                                                | 6                                                | -                                                | -                                                | -                                                | 4                                                | -                          | 10                         | -                          | 8                          | 13                         | 15                         | -                          | 15                         | 18                         | 8     |
| Portugal           | Médaille d'or, Europe                            | Médaille d'argent, Europe                        | -                                                | 8                                                | -                                                | 7                                                | -                                                | -                                                | -                          | 14                         | -                          | -                          | 10                         | 12                         | 6                          | 8                          | 10                         | 10    |
| Roumanie           | -                                                | ?                                                | -                                                | -                                                | 4                                                | -                                                | -                                                | -                                                | -                          | -                          | 11                         | 16                         | -                          | 16                         | -                          | -                          | 22                         | 6     |
| Russie             | Médaille d'argent, Europe                        | ?                                                | -                                                | 4                                                | Médaille d'or, Europe                            | 12                                               | 11                                               | 16                                               | 14                         | 9                          | -                          | 12                         | 11                         | 13                         | 15                         | -                          | -                          | 13    |
| Serbie             | Membre de la RF Yougoslavie/Serbie-et-Monténégro | Membre de la RF Yougoslavie/Serbie-et-Monténégro | Membre de la RF Yougoslavie/Serbie-et-Monténégro | Membre de la RF Yougoslavie/Serbie-et-Monténégro | Membre de la RF Yougoslavie/Serbie-et-Monténégro | Membre de la RF Yougoslavie/Serbie-et-Monténégro | Membre de la RF Yougoslavie/Serbie-et-Monténégro | Membre de la RF Yougoslavie/Serbie-et-Monténégro | 10                         | 5                          | 10                         | 13                         | 8                          | 8                          | 13                         | 13                         | 6                          | 9     |
| Slovaquie          | -                                                | -                                                | -                                                | 12                                               | 6                                                | 9                                                | 6                                                | 11                                               | 15                         | 16                         | -                          | -                          | 16                         | -                          | -                          | -                          | -                          | 8     |
| Slovénie           | -                                                | -                                                | 5                                                | 5                                                | 7                                                | 5                                                | 4                                                | 13                                               | 9                          | 8                          | 5                          | -                          | 4                          | 9                          | 4                          | 11                         | 9                          | 13    |
| Suède              | -                                                | 9                                                | Médaille d'or, Europe                            | -                                                | Médaille de bronze, Europe                       | 4                                                | 7                                                | Médaille de bronze, Europe                       | Médaille de bronze, Europe | 7                          | Médaille d'argent, Europe  | 5                          | 9                          | Médaille d'or, Europe      | 7                          | Médaille d'argent, Europe  | Médaille d'or, Europe      | 13    |
| Suisse             | 8                                                | -                                                | -                                                | -                                                | -                                                | -                                                | 13                                               | -                                                | -                          | -                          | 13                         | 6                          | 14                         | -                          | -                          | -                          | 11                         | 6     |
| Tchéquie           | -                                                | 10                                               | Médaille d'argent, Europe                        | -                                                | -                                                | -                                                | -                                                | 15                                               | 13                         | 11                         | 14                         | 14                         | 15                         | -                          | -                          | -                          | 14                         | 8     |
| Turquie            | -                                                | -                                                | -                                                | -                                                | -                                                | -                                                | -                                                | 8                                                | -                          | -                          | -                          | -                          | -                          | -                          | -                          | -                          | -                          | 1     |
| Ukraine            | -                                                | -                                                | 10                                               | -                                                | -                                                | -                                                | -                                                | -                                                | -                          | -                          | -                          | -                          | -                          | -                          | -                          | -                          | 24                         | 2     |
| RF Yougoslavie     | -                                                | -                                                | 7                                                | -                                                | -                                                | 6                                                | Médaille d'or, Europe                            | 7                                                | Cf. Serbie ou Monténégro   | Cf. Serbie ou Monténégro   | Cf. Serbie ou Monténégro   | Cf. Serbie ou Monténégro   | Cf. Serbie ou Monténégro   | Cf. Serbie ou Monténégro   | Cf. Serbie ou Monténégro   | Cf. Serbie ou Monténégro   | -                          | 4     |
| Total              | 8                                                | 11                                               | 12                                               | 12                                               | 12                                               | 12                                               | 16                                               | 16                                               | 16                         | 16                         | 16                         | 16                         | 16                         | 16                         | 16                         | 16                         |                            | 32    |